# 8011 Saijokeiichi
8011 Saijokeiichi (1989 WG7) là một tiểu hành tinh vành đai chính được phát hiện ngày 29 tháng 11 năm 1989 bởi K. Endate và K. Watanabe ở Kitami.